# Берлин (телесериал)
«Берлин» (исп. La casa de papel: Berlín) — испанский криминальный телесериал, созданный Алексом Пиной и Эстер Мартинес Лобато для стримингового сервиса Netflix, спин-офф «Бумажного дома». В главных ролях задействованы: Педро Алонсо, Мишель Дженнер, Тристан Ульоа, Бегонья Варгас, Хулио Пенья Фернандес, Хоэль Санчес. Премьера сериала состоялась 29 декабря 2023 года.
В феврале 2024 года было объявлено о продлении сериала на второй сезон, съёмки продолжения начались 23 января 2025 года.

## Сюжет
Вор Андрес де Фонойоса («Берлин») вместе со своей командой стремится совершить одну из самых амбициозных афер в истории — ограбление аукционного дома Chez Vienot в Париже.

## В ролях

### Главные роли
- Педро Алонсо — Андрес де Фонольоса[англ.] по прозвищу «Берлин»
- Мишель Дженнер — Кейла
- Тристан Ульоа — Дамиан Васкес
- Бегонья Варгас — Камерон
- Хулио Пенья Фернандес — Рой
- Хоэль Санчес — Брюс
- Саманта Сикейрос — Камиль Полиньяк

### Второстепенные роли
- Жюльен Пасхаль — Франсуа Полиньяк
- Мартин Аслан — Ален
- Юрий Д. Браун — Бертран
- Маси Родригес — Суси
- Рачель Ласкар — комиссар Мари Лавель
- Рафаэль Депре — Лерой
- Мигель Тарифа — Фред
- Ициар Итуньо — Ракель Мурильо Фуэнтес по прозвищу «Лиссабон»
- Найва Нимри — Алисия Сьерра Монтес

## Производство
Сериал был анонсирован 30 ноября 2021 года на мероприятии под названием «La Casa de Papel: El Legado», незадолго до окончания «Бумажного дома». По словам актёра Педро Алонсо, исполняющего роль титульного персонажа, популярность проекта может стать бременем для создателей, но он «рассчитывает на гениальность авторов „Бумажного дома“», которые смогут не стать заложниками успеха, рискнут всем и придумают захватывающую историю для приквела. В преддверии выхода финального сезона «Бумажного дома» создатель сериала Алекс Пина отмечал, что готов расширить франшизу спин-оффами о жизни неординарных героев сериала: 
Мы могли бы наблюдать за любым персонажем «Бумажного дома» в других обстоятельствах.
В сентябре 2022 года стал известен основной актёрский состав предстоящего спин-оффа. Помимо Педро Алонсо в него вошли: Мишель Дженнер, Тристан Ульоа, Бегонья Варгас, Хулио Пенья Фернандес и Хоэль Санчес. Авторами сценария выступили Алекс Пина и Эстер Мартинес Лобато. Съемки сериала стартовали 3 октября в Париже. Тогда же был выпущен первый тизер предстоящего проекта и названа предварительная дата релиза — 2023 год.
В феврале 2023 года был показан первый трейлер сериала. Летом того же года было объявлено количество эпизодов — восемь. В сентябре был опубликован второй трейлер проекта и объявлена точная дата релиза — 29 декабря.

## Список эпизодов

### Cезон 1 (2023)
| № в сериале | № в сезоне | Название                                                                           | Режиссёр                                     | Автор сценария                                                                 | Дата премьеры   |
| ----------- | ---------- | ---------------------------------------------------------------------------------- | -------------------------------------------- | ------------------------------------------------------------------------------ | --------------- |
| 1           | 1          | «Энергия любви» «La energía del amor»                                              | Альберт Пинто Давид Баррокаль Джеффри Коупер | Алекс Пина Эстер Мартинес Лобато Давид Баррокаль Давид Олива                   | 29 декабря 2023 |
| 2           | 2          | «Якорь и волк» «El ancla y el lobo»                                                | Альберт Пинто Давид Баррокаль Джеффри Коупер | Алекс Пина Эстер Мартинес Лобато Давид Баррокаль Давид Олива                   | 29 декабря 2023 |
| 3           | 3          | «Покер с эмбрионами» «Póker de embriones»                                          | Альберт Пинто Давид Баррокаль Джеффри Коупер | Алекс Пина Эстер Мартинес Лобато Давид Баррокаль Давид Олива                   | 29 декабря 2023 |
| 4           | 4          | «Аквариум на спине» «Un aquarium en la espalda»                                    | Альберт Пинто Давид Баррокаль Джеффри Коупер | Алекс Пина Эстер Мартинес Лобато Давид Баррокаль Давид Олива                   | 29 декабря 2023 |
| 5           | 5          | «После любви» «After Love»                                                         | Альберт Пинто Давид Баррокаль Джеффри Коупер | Алекс Пина Эстер Мартинес Лобато Давид Баррокаль Давид Олива Лорена Мальдонадо | 29 декабря 2023 |
| 6           | 6          | «Ночь лимонов» «La noche de los limones»                                           | Альберт Пинто Давид Баррокаль Джеффри Коупер | Алекс Пина Эстер Мартинес Лобато Давид Олива Лорена Мальдонадо Луис Гарридо    | 29 декабря 2023 |
| 7           | 7          | «Последняя девственница Запада» «La útlima virgen de Occidente»                    | Альберт Пинто Давид Баррокаль Джеффри Коупер | Алекс Пина Эстер Мартинес Лобато Давид Олива Лорена Мальдонадо Луис Гарридо    | 29 декабря 2023 |
| 8           | 8          | «Слон, находящийся под угрозой исчезновения» «Un elefante en peligro de extinción» | Альберт Пинто Давид Баррокаль Джеффри Коупер | Алекс Пина Эстер Мартинес Лобато Давид Олива Лорена Мальдонадо Луис Гарридо    | 29 декабря 2023 |